# VV Velox in het seizoen 1961/62
Het seizoen 1961/1962 was het vierde jaar in het bestaan van de Utrechtse betaaldvoetbalclub Velox. De club kwam uit in de Tweede divisie en eindigde daarin op de eerste plaats, dit betekende rechtstreekse promotie naar de Eerste divisie. Tevens deed de club mee aan het toernooi om de KNVB beker, hierin werd de club in de eerste ronde uitgeschakeld door Xerxes (0–5).

## Wedstrijdstatistieken

### Tweede divisie
|       | Baronie | EDO   | De Graafschap | Helmondia '55 | LONGA | N.E.C. | Oldenzaal | PEC   | RCH   | Roda Sport | Tubantia | UVS   | Zwartemeer | Zwolsche Boys |
| ----- | ------- | ----- | ------------- | ------------- | ----- | ------ | --------- | ----- | ----- | ---------- | -------- | ----- | ---------- | ------------- |
| Thuis | 3 – 1   | 1 – 1 | 5 – 1         | 3 – 0         | 2 – 0 | 1 – 1  | 0 – 0     | 3 – 1 | 1 – 3 | 5 – 2      | 7 – 1    | 4 – 1 | 5 – 3      | 4 – 1         |
| Uit   | 0 – 3   | 2 – 2 | 0 – 3         | 2 – 1         | 3 – 2 | 2 – 1  | 3 – 2     | 0 – 5 | 2 – 0 | 3 – 1      | 3 – 1    | 1 – 2 | 1 – 2      | 1 – 2         |

### KNVB beker
| 1e ronde                                    | Xerxes                                                           | 5 – 0 (3 – 0) | Velox |
| 21 oktober 1961 Plaats: Rotterdam Xerxesweg | Frans van der Heide 18' Jan Engelman –', –' Piet Kriesch –', 56' |               |       |

## Statistieken Velox 1961/1962

### Eindstand Velox in de Nederlandse Tweede divisie 1961 / 1962
| Stand | Gespeeld | Gewonnen | Gelijk | Verloren | Punten | Doelpunten voor | Doelpunten tegen |
| ----- | -------- | -------- | ------ | -------- | ------ | --------------- | ---------------- |
| 1e    | 28       | 16       | 4      | 8        | 36     | 71              | 39               |

### Topscorers
| #      | Naam                | Goal |
| ------ | ------------------- | ---- |
| 1.     | Frans Geurtsen      | 23   |
| 2.     | Leen Morelisse      | 12   |
| 3.     | Hassie Achterberg   | 9    |
| 4.     | Ben Aarts           | 8    |
| 5.     | Joop Klinkenberg    | 5    |
| 6.     | Piet van Miltenburg | 3    |
| 6.     | Dick Nagtegaal      | 3    |
| 6.     | Dick Uittenbosch    | 3    |
| 9.     | Teus Huygens        | 2    |
| 10.    | Co Alflen           | 1    |
| 10.    | Willem van Arnhem   | 1    |
| 10.    | Gerritsen           | 1    |
| Totaal | Totaal              | 71   |

| #      | Naam        | Goal |
| ------ | ----------- | ---- |
| –      | Geen speler | 0    |
| Totaal | Totaal      | 0    |

## Voetnoten
Baronie · EDO · De Graafschap · Helmondia '55 · LONGA · N.E.C. · Oldenzaal · PEC · RCH · Roda Sport · Tubantia · UVS · Velox · Zwartemeer · Zwolsche Boys